# Iquique (tỉnh)
Iquique là một tỉnh ở vùng Tarapacacá ở Chile. Tỉnh lỵ tỉnh này là Iquique. Tỉnh này được chia thành 7 đô thị Alto Hospicio, Camiña, Colchane, Huara, Iquique, Pica và Pozo Almonte. Dân số tỉnh Iquique theo điều tra năm 2002 là 238.950 người (123.072 nam và 115.878 nữ).